# La de los tristes destinos
La de los tristes destinos es la décima y última novela de la cuarta serie de los Episodios nacionales de Benito Pérez Galdós, escrita en Madrid entre enero y mayo de 1907, y publicada ese mismo año. Su título hace referencia a la caída y exilio de Isabel II de España. Los escenarios de la narración, muy variados (Bayona, París, Londres, Madrid, Cádiz, Alcolea), parecen justificar que el escritor, acostumbrado a rematar los episodios en uno o dos meses, invirtiese cinco en concluir este.
El cervantista Joaquín Casalduero, en su comentario sobre el libro explica «en La de los tristes destinos, cuando parte la Reina tranquilamente con su marido y sus hijos, dejando atrás un reinado trágico, caracterizado por la frivolidad y el capricho, por las supersticiones y la inmoralidad, por la ignorancia, el egoísmo y la crueldad, Galdós insiste con todo valor:

Véase la tragedia de este reinado, toda muertes, toda querellas y disputas violentísimas, desenlazada con esta vulgar salida por la puerta del Bidasoa, como si los protagonistas o causantes de tantas desdichas fueran a tomar baños, o a vistas y regocijos con otros Reyes... Dígase lo que se quiera, la Libertad ha sido en España mansa, benigna y generosa; no ha sabido derramar más que su propia sangre, como cordero expiatorio de ajenas culpas....

En Hendaya formaron los Ingenieros en el andén, y con rápido paso los revistó la Reina, del brazo del Rey; llevándose el pañuelo a los ojos, saludaba con ligera inclinación de cabeza. La infeliz Señora tuvo en aquel instante el momento más amargo de su tránsito a tierra extranjera. Sin volver atrás la vista, penetró en el tren francés. Los Ingenieros quedaron en Hendaya; habían llevado al duelo la tradicional cortesía del Ejército español, y a España se volvían a colaborar en la Historia nueva. Beramendi siguió con idea de no pasar de Biarritz, donde tenía su familia, y en el término de su viaje vio un espectáculo que resultó tan triste como el de Hendaya. En el andén estaba Napoleón III, rodeado de un brillante acompañamiento militar. El Emperador, rechoncho ya y avejentado, entristecía el cuadro con su rostro tétrico y dormilón, con su nariz romana, bajo la cual salían horizontalmente, a un lado y otro, las afiladas guías de sus bigotes. Entró Napoleón en el coche real, y allí estuvo unos diez minutos... Al salir, su semblante expresaba una profunda indiferencia del suceso político y una etiqueta glacial ante la desgracia.
Capítulo XXXVI (Galdós, 1907)

Ortiz-Armengol, por su parte, subraya de este «magnífico Episodio (...) con los avatares de las figuras y contrafiguras en las conspiraciones de 1866 y 1867 contra la monarquía de Isabel II», la intención final de Galdós de ponderar el «triunfo del amor» por encima de «toda clase de prejuicios morales», que —en la resolución de la trama novelesca— encarnan los personajes de Santiago Ibero y Teresa Villaescusa, la «pareja espiritualista de todos sus dramas, gritando: Somos la España sin honra. Son la España con vida, la España fecunda, la que está más allá de los nombres y las apariencias, la pareja que ama la Libertad.»
Para alcanzar el buscado clímax dramático en el remate de trama, episodio y serie, Galdós recurre de nuevo al recurso literario del diálogo teatral (emotivo hasta lo melodramático)... y cae el telón. El escritor, una vez más, dio aquí por concluida la magna obra de los Episodios nacionales. Sin embargo, a finales de aquel mismo año de 1907 comenzaría a escribir el primer episodio de la quinta y última serie.

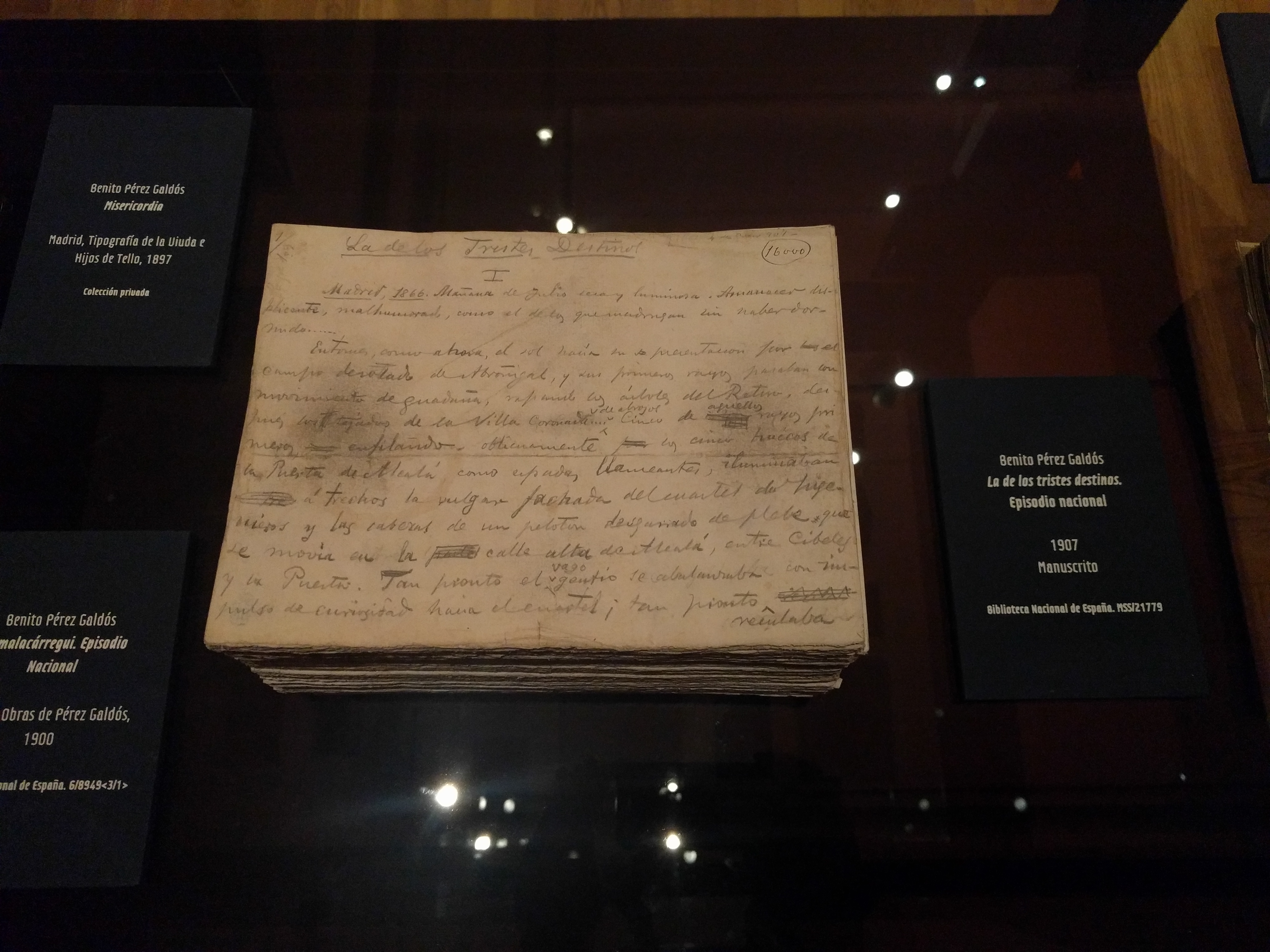
Manuscrito de 1907. Biblioteca Nacional de España.